# Фонтеноче (Мачерата)
Фонтеноче (итал. Fontenoce) насеље је у Италији у округу Мачерата, региону Марке.
Према процени из 2011. у насељу је живело 201 становника. Насеље се налази на надморској висини од 59 м.